# Jake Williams
Jake Williams est un producteur et DJ britannique. 

## Biographie
En tant que Rex the Dog, Williams est un partisan de la musique électronique DIY et se produit en direct avec un synthétiseur modulaire qu'il a lui-même construit. Williams s'est fait connaître du public sous le nom de JX en 1994, après avoir signé un contrat d'enregistrement avec Hooj Choons, un label dance indépendant du Royaume-Uni. Williams enregistre également sous le nom de Mekka et écrit le morceau ''Bullet in the Gun au sein du collectif Planet Perfecto de Paul Oakenfold.
JX atteint deux fois le top 10 au Royaume-Uni et en Australie : There's Nothing I Won't Do (1996) est le single le mieux classé au Royaume-Uni, atteignant la quatrième place. Williams se classe également au Royaume-Uni en tant qu'auteur et producteur sur la chanson Bullet in the Gun de Planet Perfecto, atteignant la septième place en 2000.

## Discographie

### Albums studio
| The Rex the Dog Show                                | - Sortie : 29 août 2008 - Label : Hundehaus Records - Formats : CD | 38 |
| « — » signifie qu'aucun classement n'a été atteint. |                                                                    |    |

### Singles

#### Sous JX
| 1994 | Son of a Gun                     | 13 | 6  | —  | 38 | — | - AUS : Or     | Singles uniquement |
| 1995 | You Belong to Me                 | 17 | 4  | 15 | 15 | 1 | - AUS : Or     | Singles uniquement |
| 1995 | Son of a Gun (réédition de 1995) | 6  | —  | 15 | —  | — |                | Singles uniquement |
| 1996 | There's Nothing I Won't Do       | 4  | 26 | 14 | —  | — | - R-U : Argent | Singles uniquement |
| 1997 | Close to Your Heart              | 18 | 90 | —  | —  | — |                | Singles uniquement |
| 2004 | Restless                         | 22 | —  | —  | 68 | — |                | Singles uniquement |
| « — » signifie qu'aucun classement n'a été atteint, ou qu'aucune sortie n'a été effectuée dans cette région. |                                  |    |    |    |    |   |                |                    |

#### Sous Rex the Dog
| Année | Single                                          | Album                       |
| ----- | ----------------------------------------------- | --------------------------- |
| 2004  | Prototype                                       | Singles inédits             |
| 2004  | Frequency                                       | Singles inédits             |
| 2006  | Maximize                                        | Singles inédits             |
| 2007  | Circulate                                       | The Rex the Dog Show        |
| 2008  | Bubblicious                                     | The Rex the Dog Show        |
| 2008  | I Can See You, Can You See Me?                  | The Rex the Dog Show        |
| 2011  | POW!                                            | Rex the Dog and Kris Menace |
| 2013  | Do You Feel What I Feel (feat. Jamie McDermott) | Rex the Dog                 |
| 2015  | Sicko                                           | Singles inédits             |
| 2016  | You Are a Blade                                 | Singles inédits             |
| 2016  | Teufelsberg                                     | Singles inédits             |
| 2018  | Crasher                                         | Singles inédits             |
| 2019  | Vortex                                          | Singles inédits             |
| 2019  | Experimental Housing                            | Singles inédits             |
| 2020  | Transmitter (avec DJ Haus)                      | Singles inédits             |
| 2023  | Change This Pain For Ecstasy                    | Singles inédits             |